# Pervis Ellison
Pervis Ellison (* 3. April 1967 in Savannah, Georgia) ist ein ehemaliger US-amerikanischer Basketballspieler. Ellison war beim NBA-Draft 1989 der First Overall Pick. Seine Karriere war jedoch überwiegend von Verletzungen geprägt, so dass er die Erwartungen nie erfüllen konnte.

## Karriere

### Collegezeit
Ellison spielte vier Jahre für die University of Louisville. Bereits in seinem ersten Jahr am College gewann Ellison 1986 den NCAA-Titel und wurde zum Most Outstanding Player gewählt. Damit war er erst der zweite Freshman nach Arnie Ferrin (1944), dem dies gelang.

### NBA
Ellison meldete sich 1989 zum NBA-Draft an und wurde an 1. Stelle von den Sacramento Kings ausgewählt. Aufgrund von Verletzungen kam Ellison jedoch nur in 48 von 82 Spielen zum Einsatz und erzielte 8,0 Punkte, 5,6 Rebounds und 1,7 Blocks pro Spiel. Nach der Saison wurde er zu den Washington Bullets transferiert. In Washington entwickelte er sich in der Saison 1991/92 zum Leistungsträger der Mannschaft und gewann den NBA Most Improved Player Award. Dabei spielte er die beste Saison seiner Karriere und erzielte 20,0 Punkte, 11,2 Rebounds, 2,9 Assists, sowie 2,7 Blocks pro Spiel. In der Saison darauf fielen jedoch seine statistischen Werte aufgrund von Verletzungen. Kam er in der Saison 1992–93 noch auf respektetable 17,4 Punkte, 8,8 Rebounds und 2,2 Blocks pro Spiel, so war es die Saison darauf nur noch 7,3 Punkte, 5,4 Rebounds und 1,1 Blocks pro Spiel. Ellison hatte mit Knieproblemen zu kämpfen, so dass er zwischen 1992 und 1994 nur 49 bzw. 47 Spiele für die Bullets absolvieren konnte.
1995 wechselte er zu den Boston Celtics. Seine Zeit in Boston war ebenfalls von Verletzungen geprägt. Aufgrund eines gebrochenen Zehs verpasste Ellison zwischen 1996 und 1998 viele Spiele. In der Saison 1998/99 absolvierte er kein einziges Spiel für die Celtics. Im Jahr 2000 wurde Ellison zu den Seattle SuperSonics transferiert. Nach 9 Spielen für die Sonics beendete er seine Karriere. Ellison erzielte während seiner Karriere 9,5 Punkte, 6,7 Rebounds und 1,6 Blocks pro Spiel.
Aufgrund seiner Verletzungsanfälligkeit erhielt er, während seiner Zeit in Sacramento, von seinem Mitspieler Danny Ainge den Spitznamen „Out of Service Pervis“.